# Lode Wils
Pour les articles homonymes, voir Wils.
Lodewijk « Lode » Jan Wils, né le 18 mars 1929 à Anvers et mort le 10 décembre 2024 à Heverlee, est un historien belge. 

## Biographie
Lode Wils étudie le droit et l'histoire à l'université de Louvain. 
Il devient professeur d'histoire dans cette même université et y enseigne jusqu'en 1995.

## Œuvres
- (nl) Flamenpolitik en Activisme. Vlaanderen tegenover België in de Eerste Wereldoorlog, Louvain, Davidsfonds, 1974
- (nl) Van Clovis tot Happart. De lange weg van de naties in de lage landen, Éd. Garant, Louvain/Apeldoorn, 1992
- (nl) Joris van Severen: Een aristocraat verdwaald in de politiek, Davidsfonds, Louvain, 1994
- (nl) Vlaanderen, België, Groot-Nederland: Mythe en geschiedenis, Davidsfonds, Louvain, 1994
- (nl) Waarom Vlaanderen Nederlands spreekt, Davidsfonds, Louvain, 2001
- Histoire des nations belges : Belgique, Flandre, Wallonie : quinze siècles de passé commun  (trad. Chantal Kesteloot), Bruxelles, Labor, coll. « Histoire », 2005, 380 p. (ISBN 2-8040-2116-5)